# Marian Savu
Marian Savu (né le 11 octobre 1972 à Pietroșani, județ de Teleorman, Roumanie) est un footballeur roumain qui évoluait au poste d'attaquant.

## Statistiques
- Total de matchs joués en championnat de Roumanie: 223 matchs - 77 buts.
- Coupe d'Europe: 12 matchs - 1 but.
- Meilleur buteur du championnat de Roumanie: 1999–00.